# 베아트리세 엘리
베아트리세 엘리(Beatrice Eli, 1987년 1월 9일 ~ )는 스웨덴의 싱어송라이터이다.